# Moussey (langue)
Pour les articles homonymes, voir Moussey.
Le moussey  est une langue tchadique parlée dans les régions de Mayo-Kebbi Est et de Tandjilé au Tchad et de l'autre côté de la frontière dans la région de l'Extrême-Nord au Cameroun, dans le département du Mayo-Danay, à l'est de Guéré. Elle fait partie des langues masa.

## Nom
La langue peut aussi être désignée par les noms suivants : bananna, bananna ho, ho, mosi, moussei, moussey, musaya, musei, musey, museyna, musiina, musoi, mussoi, mussoy.

## Dialectes
La base de données linguistiques Glottolog recense les dialectes suivants, correspondant au noms des villages : bongor-jodo-tagal-berem-gunu, jaraw-domo, lew, pe, pe-holom-gamé (Pe est un village camerounais).

## Écriture
La langue moussey s'écrit avec l'alphabet latin.
| Lettres de l’alphabet | Lettres de l’alphabet | Lettres de l’alphabet | Lettres de l’alphabet | Lettres de l’alphabet | Lettres de l’alphabet | Lettres de l’alphabet | Lettres de l’alphabet | Lettres de l’alphabet | Lettres de l’alphabet | Lettres de l’alphabet | Lettres de l’alphabet | Lettres de l’alphabet | Lettres de l’alphabet | Lettres de l’alphabet | Lettres de l’alphabet | Lettres de l’alphabet | Lettres de l’alphabet | Lettres de l’alphabet | Lettres de l’alphabet | Lettres de l’alphabet | Lettres de l’alphabet | Lettres de l’alphabet | Lettres de l’alphabet | Lettres de l’alphabet | Lettres de l’alphabet | Lettres de l’alphabet | Lettres de l’alphabet | Lettres de l’alphabet | Lettres de l’alphabet |
| --------------------- | --------------------- | --------------------- | --------------------- | --------------------- | --------------------- | --------------------- | --------------------- | --------------------- | --------------------- | --------------------- | --------------------- | --------------------- | --------------------- | --------------------- | --------------------- | --------------------- | --------------------- | --------------------- | --------------------- | --------------------- | --------------------- | --------------------- | --------------------- | --------------------- | --------------------- | --------------------- | --------------------- | --------------------- | --------------------- |
| A                     | B                     | Ɓ                     | C                     | D                     | Ɗ                     | DL                    | E                     | F                     | G                     | H                     | ɦ                     | I                     | J                     | K                     | L                     | M                     | N                     | ŊG                    | O                     | P                     | R                     | S                     | T                     | TL                    | U                     | V                     | W                     | Y                     | Z                     |
| a                     | b                     | ɓ                     | c                     | d                     | ɗ                     | dl                    | e                     | f                     | g                     | h                     | ɦ                     | i                     | j                     | k                     | l                     | m                     | n                     | ŋg                    | o                     | p                     | r                     | s                     | t                     | tl                    | u                     | v                     | w                     | y                     | z                     |

Les digrammes mb, nd et nj sont utilisés.

## Reconnaissance légale
Au Tchad, le moussey ne bénéficie d'aucun statut officiel comme toutes les autres langues nationales. L'article 9 de la Constitution dit que « les langues officielles sont le français et l'arabe. La loi fixe les conditions de promotion et de développement des langues nationales ».